# Juan Pérez de los Cobos
Juan Pérez de los Cobos (Jumilla, siglo XVII - Lorca, abril de 1720) fue un compositor y maestro de capilla española.

## Vida
Juan Pérez de los Cobos nació en Jumilla, actualmente en la Región de Murcia, en fecha desconocida. Es muy poco lo que se sabe de sus primeros años. El 7 de marzo de 1658 ingresó en el colegio del Patriarca de Valencia, donde debió estudiar música con el maestro de capilla del colegio, Marcos Pérez. El 25 de marzo de ese mismo año ya ganaba un salario y el 28 de mayo de 1660 hay noticias de que se le adelantó el sueldo. Permaneció en la institución hasta el 31 de julio de 1661.
Posteriormente se le pierde el rastro hasta su nombramiento como maestro de capilla en la Colegiata de San Patricio de Lorca el 13 de noviembre de 1673, con un salario de 40 ducados y cuarenta fanegas de trigo, más catorce de cebada. Su magisterio en Lorca transcurrió prácticamente sin incidentes y disfrutó de la confianza del cabildo, que en diciembre de 1675 le concedió, a petición de Pérez de los Cobos, una capellanía de cantor para complementar el escaso sueldo de maestro. Así el maestro pasó a residir en el coro y a cantar en él tanto en las actuaciones en la colegiata, como en las externas. Realizó varios viajes a la corte de Madrid para «la consecución de dos raciones por diez años del ayuntamiento de la masa común de este granero y sus anexos» para las obras de la colegial. El cabildo posteriormente le concedería el privilegio de usar silla alta en el lado del Evangelio.
Sin embargo sí que hubo una diputa con el cabildo, cuando en diciembre de 1703 hubo un altercado en la iglesia. El cabildo lo castigó severamente, suspendiéndole de empleo, pero el 5 de febrero siguiente se le readmitió en las mismas condiciones. Sin embargo se le apercibió para que cumpliese con la enseñanza de los infantes, hecho por otra parte común para los maestros de capilla de las colegiatas y catedrales españolas.
El 9 de mayo de 1710 Juan Pérez de los Cobos aparece como firmante de la aprobación de Arte de cantar de Francisco Díaz de Guitián.
Durante su vida tuvo una intensa actividad comercial, arrendando, comprando y vendiendo terrenos y casas. De estos y otros negocios resultó una cierta afluencia económica. Por ejemplo, en su testamento se ve que tenía un manocordio y dejaba a su discípulo Ginés Navarro «un arpa, las pautas, las tablas y papeles de la música». Hacia 1712 debió caer gravemente enfermo, ya que realizó un testamento. Dos años más tarde solicitaba al cabildo que su discípulo Ginés Navarro fuese nombrado sucesor. El 2 de marzo de 1720 otorgaba un poder para testar y el 5 de abril se notificaba su fallecimiento.

## Obra
No se conocen obras suyas que hayan sobrevivido. Se sabe que en 1718 compuso un libro de coro para el Cabildo, por el que cobró 100 reales, del que no se conoce su paradero.